# Andy Thomas
Andrew Sydney Withiel "Andy" Thomas, född 18 december 1951 i Adelaide, är en amerikansk astronaut uttagen i astronautgrupp 14 den 5 december 1992.

## Familjeliv
Thomas är gift med den amerikanska astronauten Shannon Walker.

## Rymdfärder
- Endeavour - STS-77
- Endeavour - STS-89
- Discovery - STS-91
- Discovery - STS-102
- Discovery - STS-114